# Dinko Horkaš
Dinko Horkaš (Sisak, 10 de marzo de 1999) es un futbolista croata que juega de portero en la Unión Deportiva Las Palmas de la Segunda División de España.

## Trayectoria
Horkaš comenzó a jugar al fútbol en el club Segesta de su ciudad natal, antes de unirse a la academia juvenil del Dinamo Zagreb en 2011. Debutó profesionalmente en el filial del Dinamo en 2016 con solo 17 años.
En enero de 2020, fue cedido al equipo bosnio del HŠK Zrinjski Mostar de la Liga Premier de Bosnia y Herzegovina hasta final de temporada. En junio de 2020, su préstamo fue extendido por seis meses más. En octubre de 2020, fue cedido por una temporada a NK Varaždin de la Primera Liga de Croacia. En enero de 2022, tuvo una tercera cesión, ahora al NK Posušje de la Liga Premier de Bosnia y Herzegovina por el resto de la temporada.
En julio de 2022, dejó el Dinamo para fichar por el PFC Lokomotiv Plovdiv de la Primera Liga de Bulgaria, en el que disputó 52 partidos, 21 de ellos en la temporada 2023-24, además de dos participaciones en la Copa de Bulgaria.
El 25 de junio de 2024, firmó un contrato de cuatro años con la Unión Deportiva Las Palmas de la Primera División de España.

### Internacional
Horkaš representó a Croacia en todos los niveles de las categorías inferiores, desde la sub-15 hasta la sub-21. También se desempeñó como capitán de las selecciones sub-17 y sub-19.

## Clubes
| Club                         | País                 | Año       |
| ---------------------------- | -------------------- | --------- |
| Dinamo Zagreb II             | Croacia              | 2016-2019 |
| HŠK Zrinjski Mostar (cedido) | Bosnia y Herzegovina | 2020      |
| NK Varaždin (cedido)         | Croacia              | 2020–2021 |
| NK Posušje (cedido)          | Bosnia y Herzegovina | 2022      |
| Lokomotiv Plovdiv            | Bulgaria             | 2022–2024 |
| U. D. Las Palmas             | España               | 2024-     |